# Mostní závěr

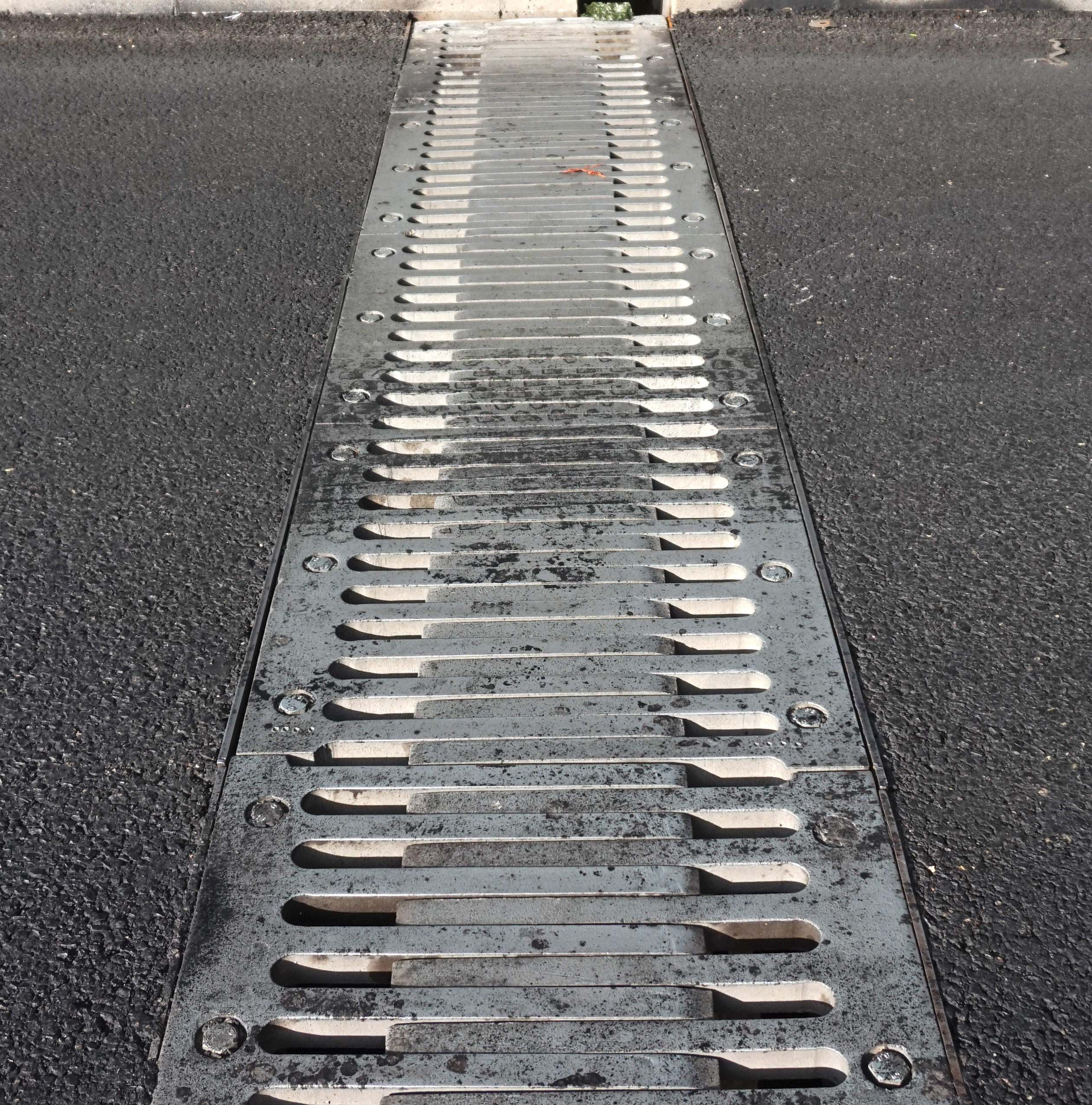
Hřebenový mostní závěr

Mostní závěr je součást nosné konstrukce silničních mostů, která překrývá dilatační spáru a umožňuje tak plynulý přejezd vozidel či přechod chodců z mostní konstrukce na navazující komunikaci. Závěry dovolují nosné konstrukci posun a pootočení bez toho, aniž by došlo ke změně plynulosti dopravní trasy. Mostní závěry také musejí přenést dynamické účinky od působícího zatížení a být vodotěsné a odolné proti korozi tak, aby zabránily vtékání vody na nosnou konstrukci, ložiska i spodní stavbu. Ideálně by měly být nehlučné a mít jednoduchou konstrukci umožňující snadnou údržbu a výměnu opotřebovaných částí.
U integrovaných mostů se mostní závěry nezřizují.

## Typy mostních závěrů
Mostní závěry se mohou dělit na otevřené (hřebenové, lamelové) – mohou být těsněné i netěsněné – a uzavřené (kobercové).
- elastické (pro nejmenší dilatační délky do cca 20 m)
- závěry s jednoduchým těsněním spáry (pro kratší dilatační délky do 50 m)
- kobercové (pro střední dilatační délky)
- hřebenové (též prstové, pro střední dilatační délky do 150 m)
- lamelové (roštové či nůžkové; pro největší dilatační délky)

## Diagramy typů mostních závěrů

Elastický mostní závěr
Kobercový mostní závěr
Hřebenový mostní závěr

## Fotogalerie typů mostních závěrů

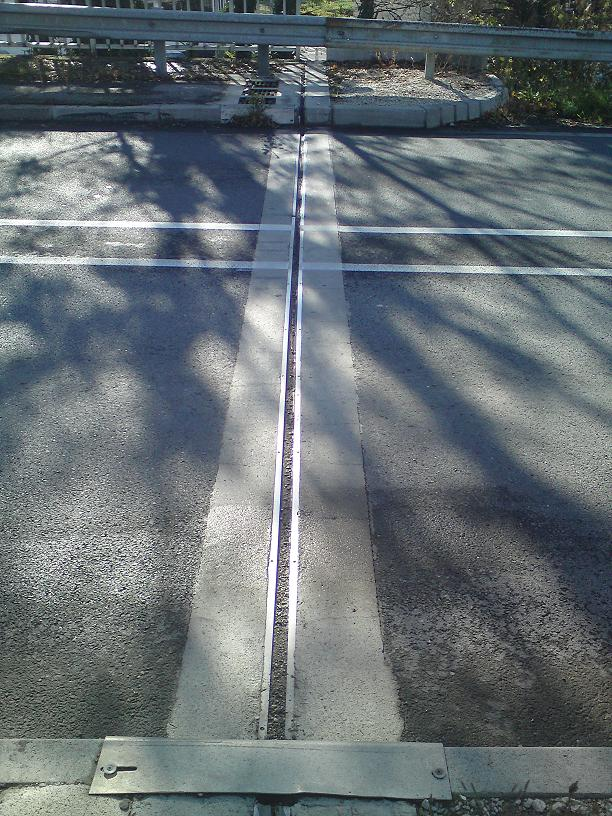
Mostní závěr s jednoduchým těsněním spáry
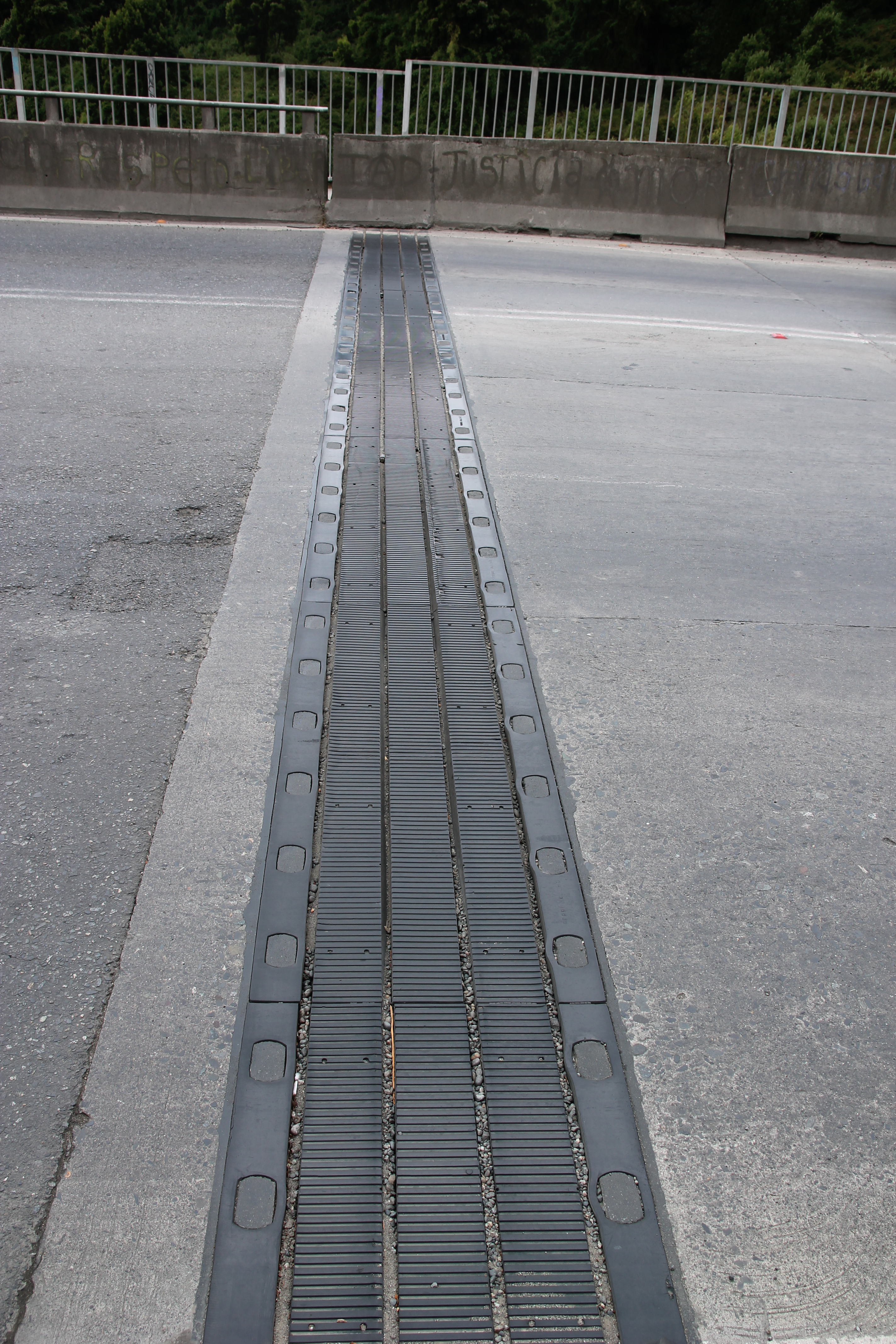
Kobercový mostní závěr
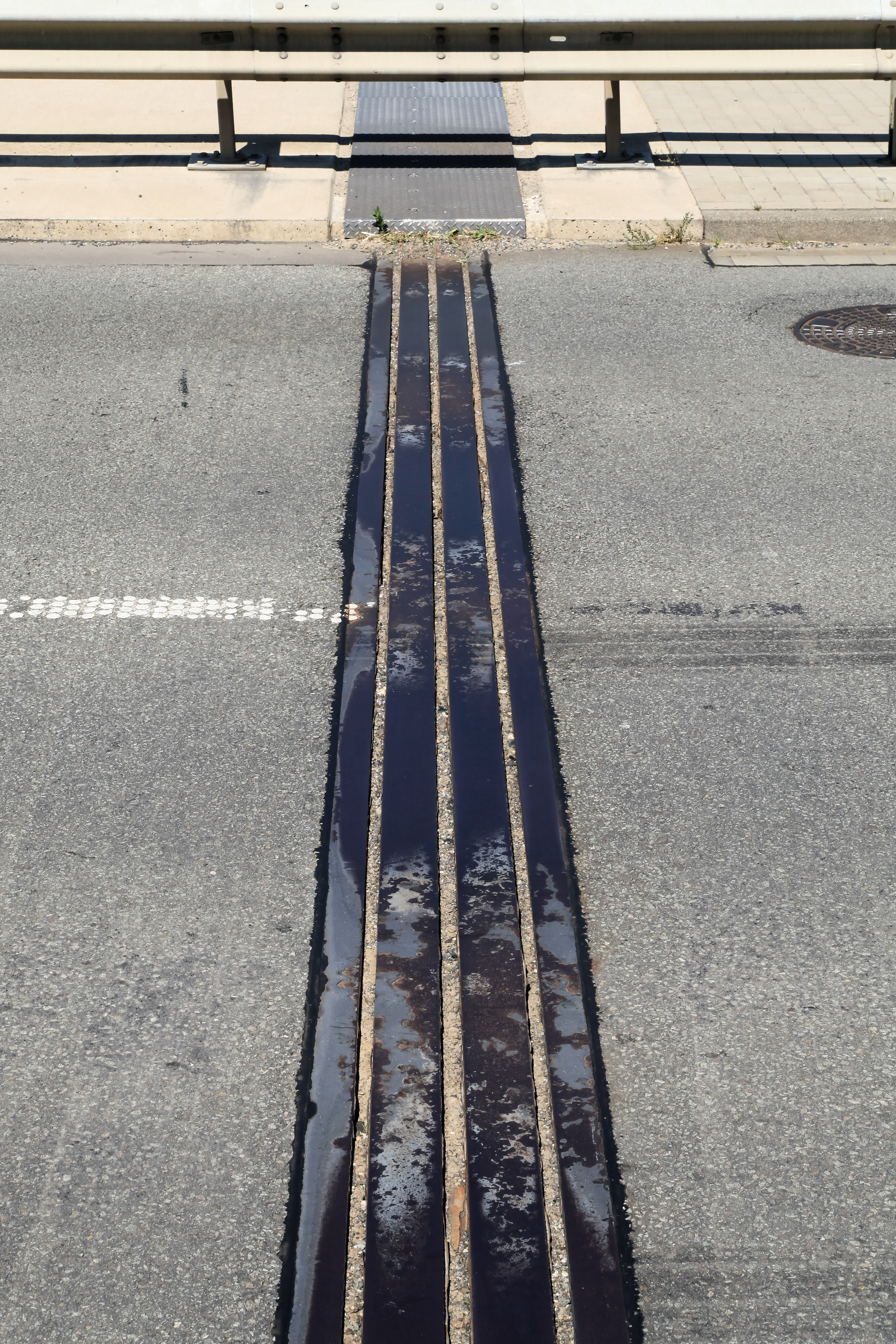
Kobercový mostní závěr
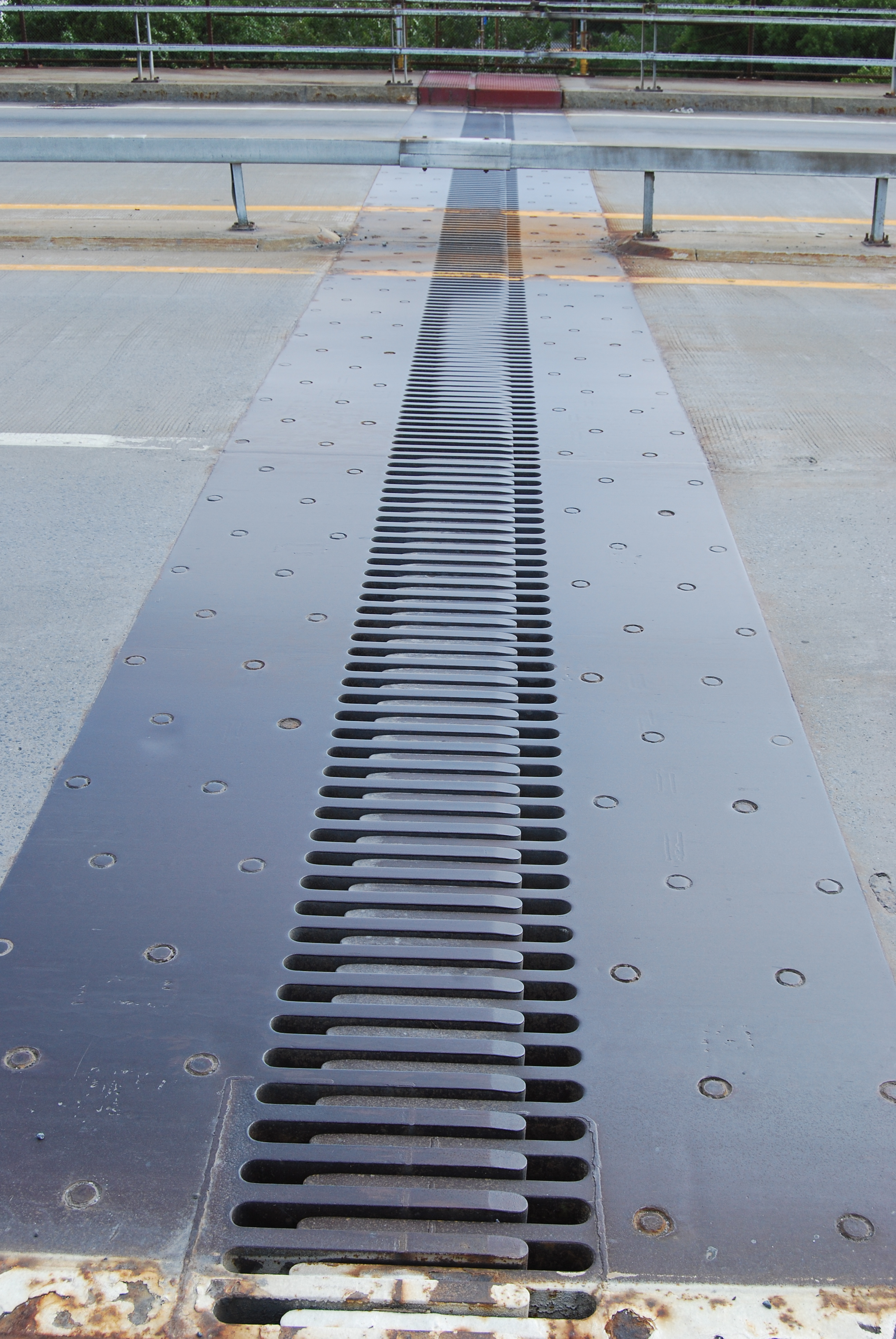
Hřebenový mostní závěr
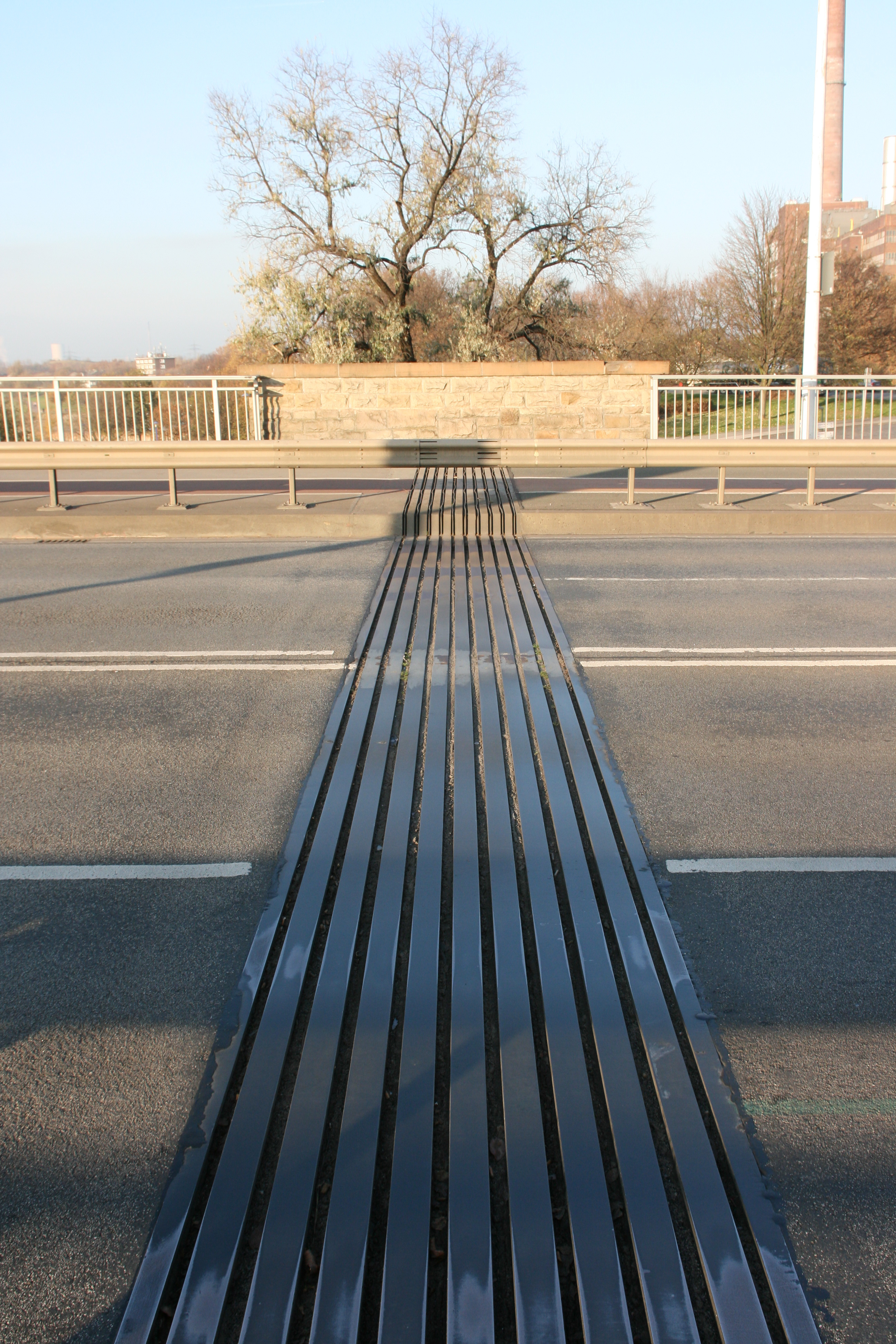
Lamelový roštový mostní závěr
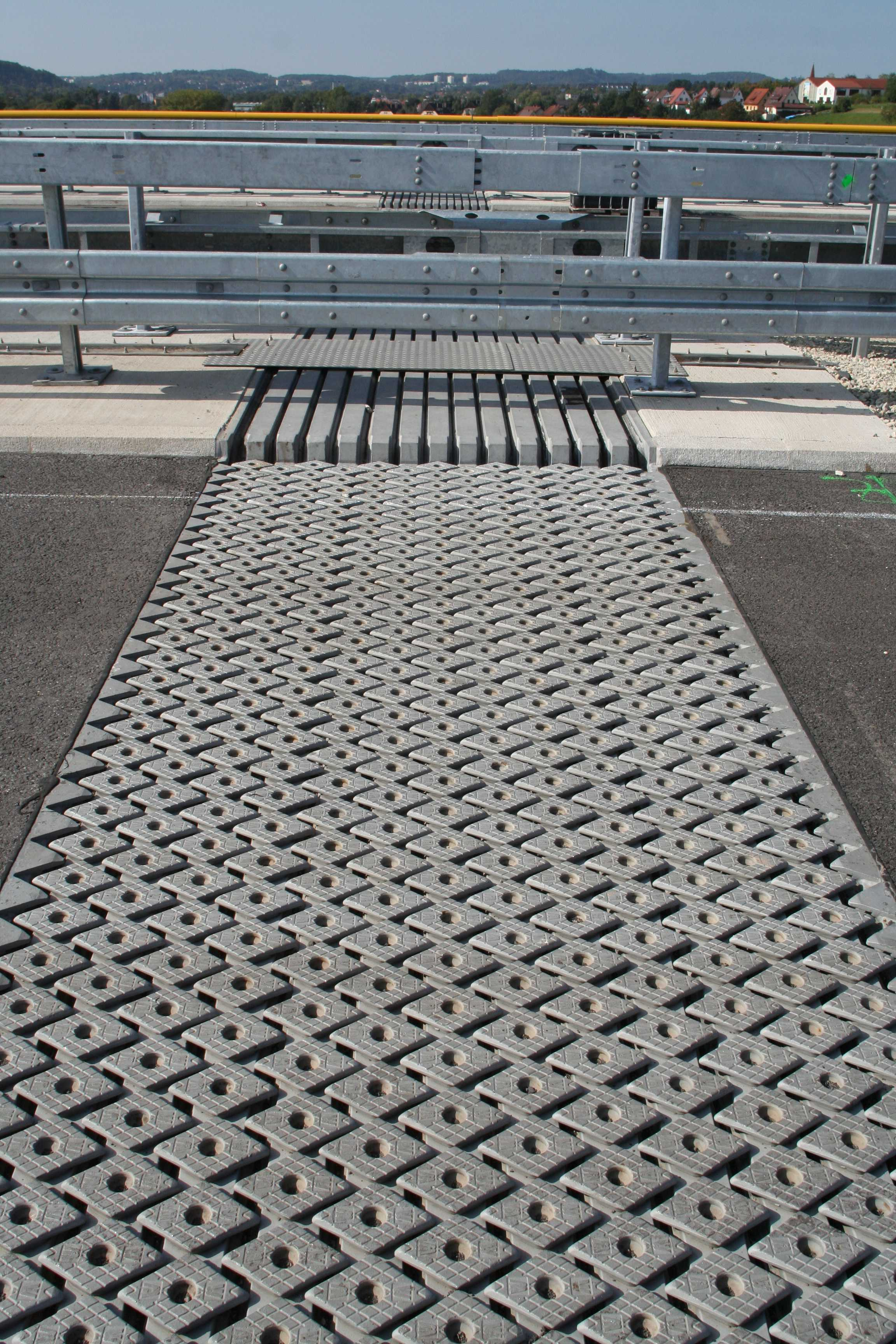
Lamelový roštový závěr pro velká rozpětí, s protihlukovou úpravou lamel
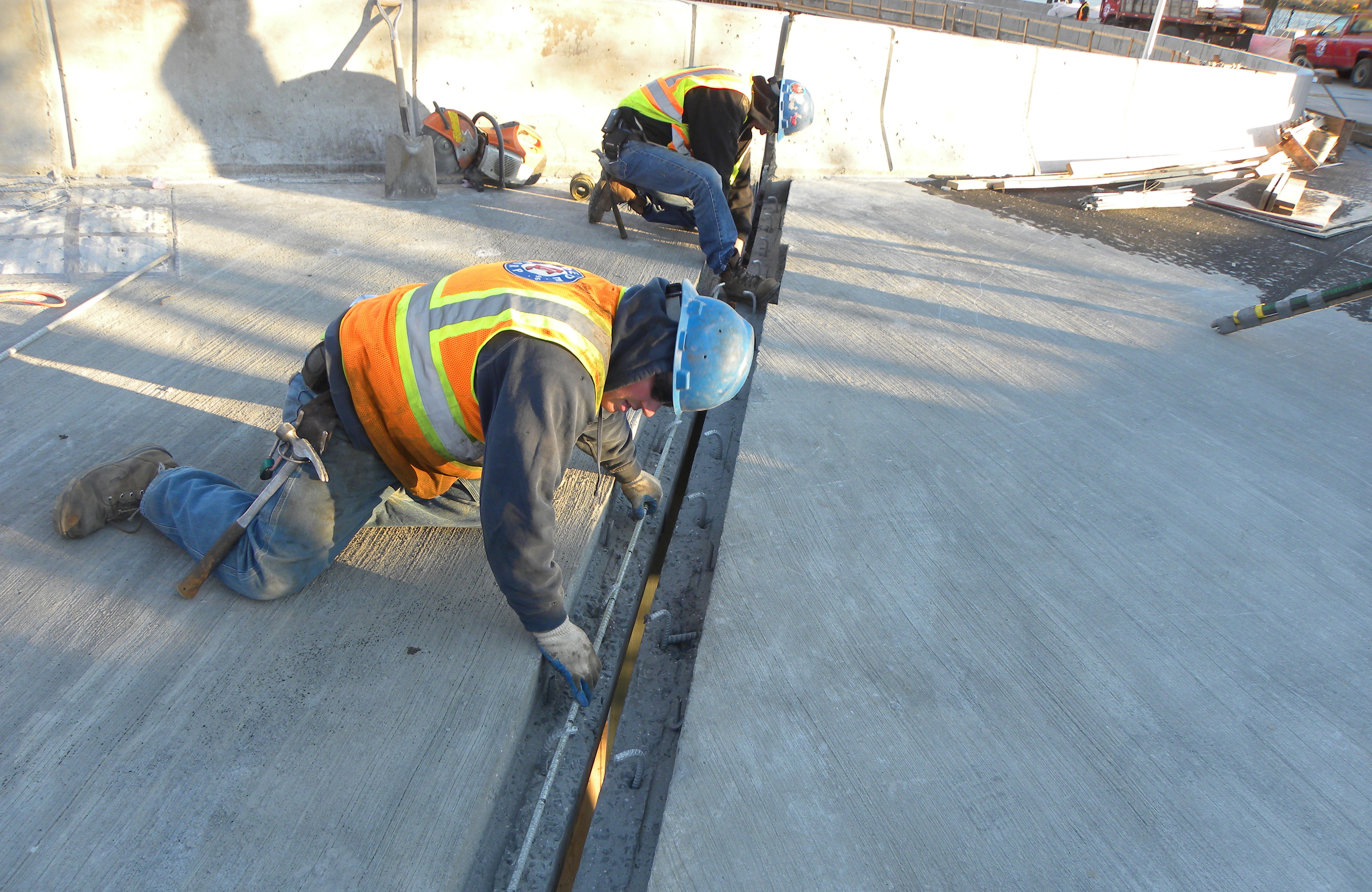
Dilatační spára před osazením mostního závěru
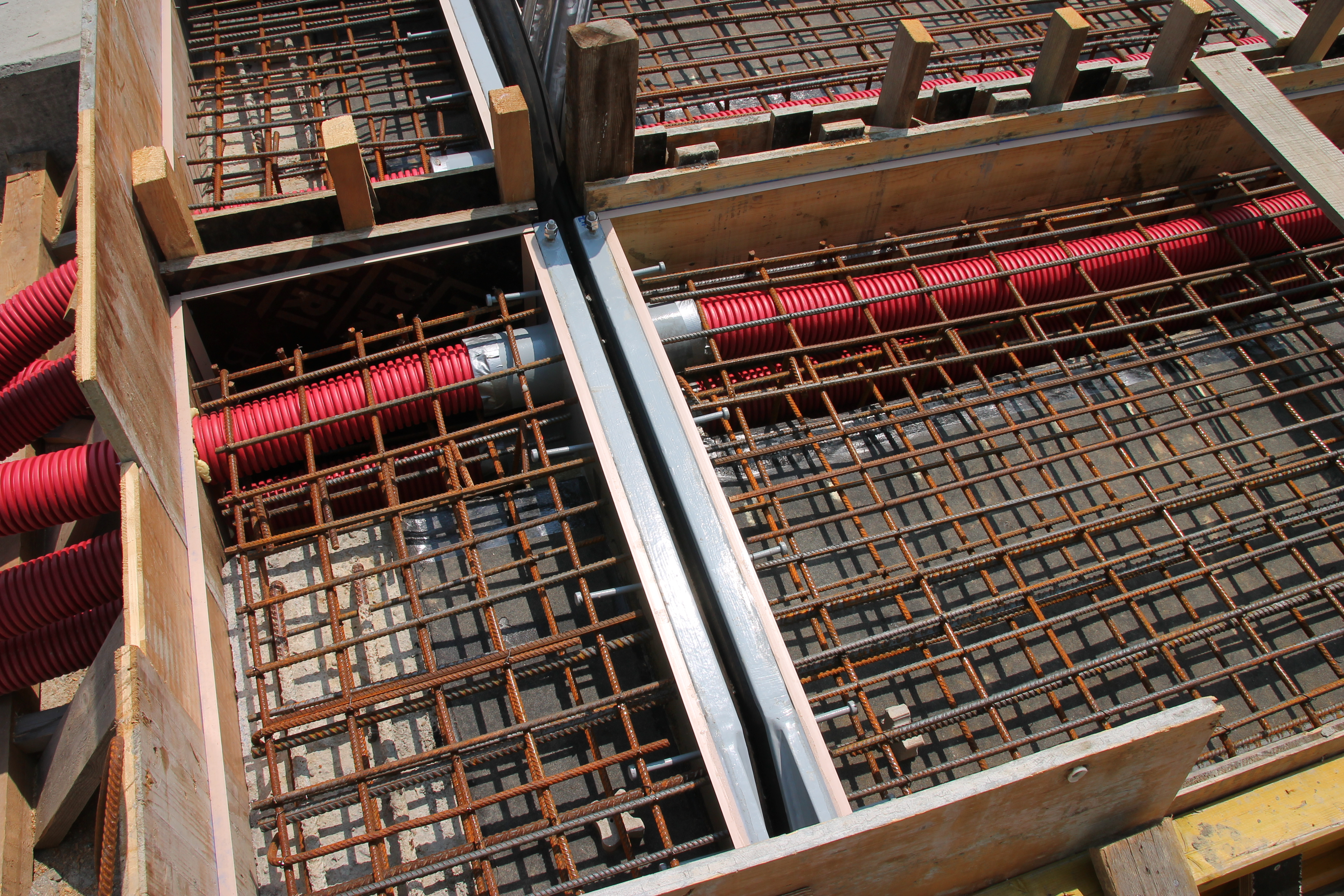
Osazení mostního závěru